# 솔잎차
솔잎차는 소나무속(Pinus) 식물의 바늘잎을 우려 만든 전통차이다. 소나무(P. densiflora)나 만주곰솔(P. tabuliformis) 잎을 우린 것은 솔잎차 또는 송엽다(松葉茶)라 부르며, 잣나무(P. koraiensis) 잎을 우린 것은 잣잎차 또는 백엽다(柏葉茶)라 부른다. 북아메리카에서는 스트로브잣나무(P. strobus) 잎으로 차를 우리기도 한다.

## 만들기

### 솔잎차
소나무나 만주곰솔의 바늘잎을 쪄서, 끓여 식힌 미지근한 물에 우려낸다.

### 잣잎차
동쪽을 향해 뻗은 잣나무의 바늘잎을 따서 말렸다가 달인다.